# Otto Bohata
Otokar „Otto“ Bohata (uváděn také jako Otakar, Ota; 21. května 1889 Vršovice – 19. ledna 1963 Praha) byl český fotbalista, útočník a fotbalový trenér. Jeho bratrem byl fotbalista Jaroslav Bohata, sestra Zdenka Bohatová se provdala za fotbalistu Emanuela Bendu.

## Fotbalová kariéra
Hrál za AFK Vršovice a Slavii Praha. Mistr ČSF 1913, vítěz Poháru dobročinnosti 1910 a 1911, finalista 1913 a 1914. S reprezentací vyhrál amatérské mistrovství Evropy organizace UIAFA v roce 1911.

## Trenérská kariéra
V lize vedl AFK Vršovice (1925–1926). V roce 1913 vedl HNK Hajduk Split.